# Kemusu (plaats)
Kemusu is een bestuurslaag in het regentschap Boyolali van de provincie Midden-Java, Indonesië. Kemusu telt 3635 inwoners (volkstelling 2010).